# Eryngium foetidum
Eryngium foetidum L. – gatunek rośliny zielnej z rodziny selerowatych. Pochodzi z tropikalnej części Ameryki, w uprawie również na innych kontynentach.

## Zastosowanie
W Ameryce Południowej, na Karaibach oraz w Azji Południowo-Wschodniej świeże liście, przypominające aromatem kolendrę, wykorzystywane są jako przyprawa do potraw.

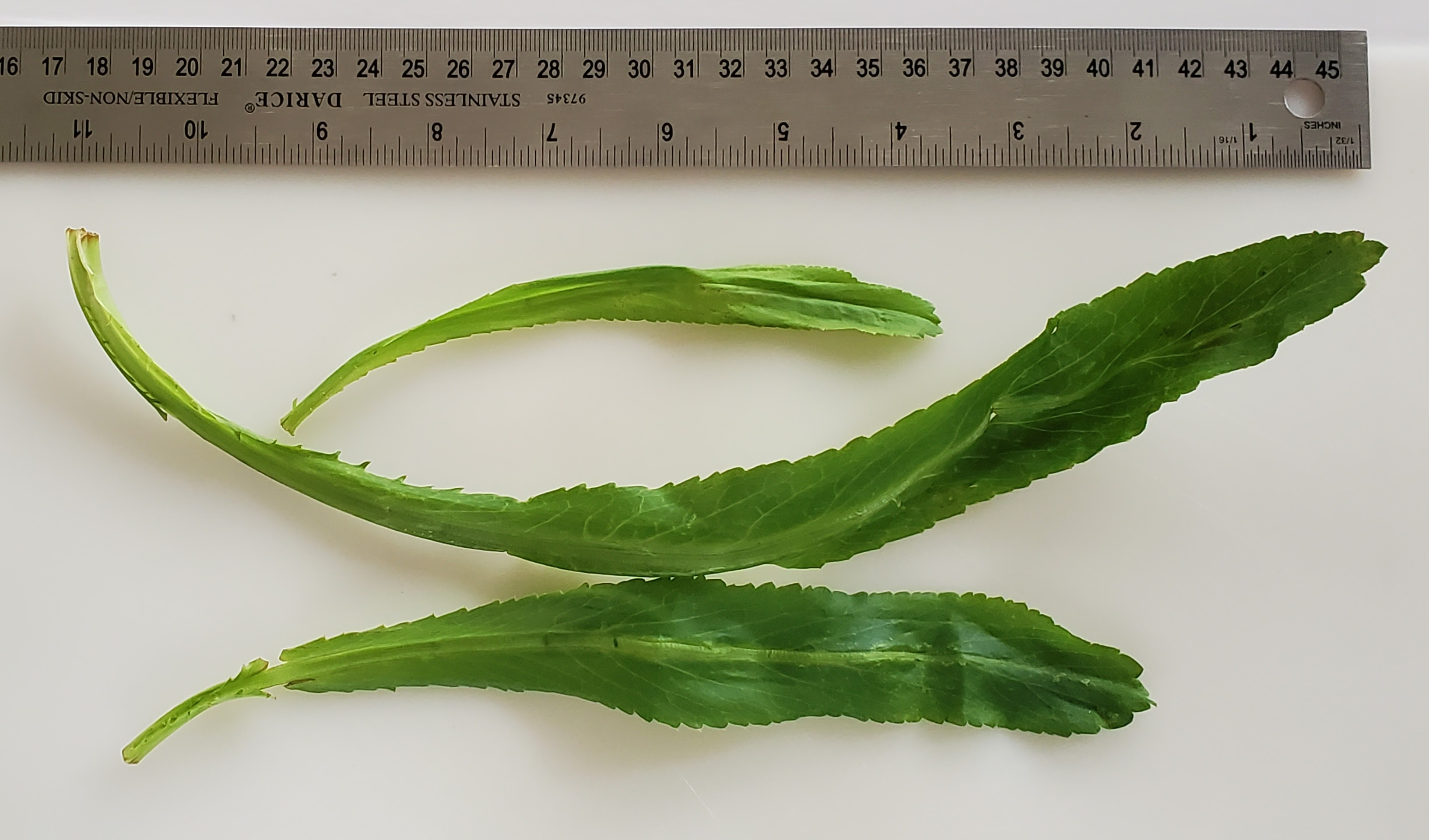
Liście